# Footballeur argentin de l'année

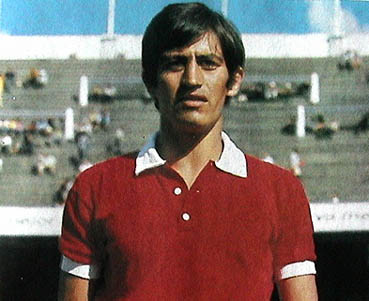
Photo de Héctor Yazalde, alors joueur au CA Independiente et premier joueur à recevoir cette importante récompense en 1970. Il jouera son dernier match pour le club un an plus tard.

Le Footballeur argentin de l'année (en espagnol Olimpia de Plata al Mejor Futbolista) est la récompense annuelle décernée depuis 1970 par le syndicat des journalistes sportifs (Círculo de Periodistas Deportivos de la República Argentina). Ce trophée est une déclinaison des Premios Olimpia, la plus importante récompense sportive d'Argentine.
Initialement le trophée est réservé aux Argentins jouant en Argentine. Mario Kempes est en 1978 le premier joueur évoluant à l'étranger (en l’occurrence au Valence CF en Espagne) à recevoir le trophée. Il est cette année-là le meilleur joueur de la sélection nationale vainqueur de la Coupe du monde à domicile. L'Uruguayen Enzo Francescoli est le premier étranger à remporter le titre, en 1985, alors qu'il évolue à River Plate.
Depuis 2008, le trophée est partagé en deux, avec un titre pour le meilleur joueur évoluant en Argentine (Olimpia de Plata al Fútbol Local), et un titre pour le meilleur joueur argentin évoluant à l'étranger (Olimpia de Plata al Fútbol del Exterior).

## Palmarès
Tous les joueurs et clubs sont argentins, sauf quand le contraire est mentionné.
| Année | Joueur                            | Club                                |
| ----- | --------------------------------- | ----------------------------------- |
| 1970  | Héctor Yazalde                    | CA Independiente                    |
| 1971  | José Omar Pastoriza               | CA Independiente                    |
| 1972  | Hugo Bargas                       | Chacarita Juniors                   |
| 1973  | Miguel Ángel Brindisi             | CA Huracán                          |
| 1974  | Miguel Ángel Raimondo             | CA Independiente                    |
| 1975  | Héctor Scotta                     | CA San Lorenzo de Almagro           |
| 1976  | Daniel Passarella                 | CA River Plate                      |
| 1977  | Ubaldo Fillol                     | CA River Plate                      |
| 1978  | Mario Kempes                      | Valence CF ( ESP)                   |
| 1979  | Diego Maradona                    | Argentinos Juniors                  |
| 1980  | Diego Maradona (2)                | Argentinos Juniors                  |
| 1981  | Diego Maradona (3)                | CA Boca Juniors                     |
| 1982  | Hugo Gatti                        | CA Boca Juniors                     |
| 1983  | Ricardo Bochini                   | CA Independiente                    |
| 1984  | Alberto Márcico                   | Ferro Carril Oeste                  |
| 1985  | Enzo Francescoli ( Uruguayen)     | CA River Plate                      |
| 1986  | Diego Maradona (4)                | SSC Naples ( ITA)                   |
| 1987  | Néstor Fabbri                     | Racing Club                         |
| 1988  | Rubén Paz ( Uruguayen)            | Racing Club                         |
| 1989  | Carlos Alfaro Moreno              | CA Independiente                    |
| 1990  | Sergio Goycochea                  | Millonarios FC ( COL) / Racing Club |
| 1991  | Oscar Ruggeri                     | CA Vélez Sarsfield                  |
| 1992  | Luis Islas                        | CA Independiente                    |
| 1993  | Ramón Medina Bello                | River Plate                         |
| 1994  | Carlos Navarro Montoya            | Boca Juniors                        |
| 1995  | Enzo Francescoli ( Uruguayen)     | River Plate                         |
| 1996  | José Luis Chilavert ( Paraguayen) | Vélez Sarsfield                     |
| 1997  | Marcelo Salas ( Chilien)          | CA River Plate                      |
| 1998  | Gabriel Batistuta                 | ACF Fiorentina ( ITA)               |
| 1999  | Javier Saviola                    | River Plate                         |
| 2000  | Juan Román Riquelme               | Boca Juniors                        |
| 2001  | Juan Román Riquelme (2)           | Boca Juniors                        |
| 2002  | Gabriel Milito                    | CA Independiente                    |
| 2003  | Carlos Tevez                      | Boca Juniors                        |
| 2004  | Carlos Tevez (2)                  | Boca Juniors                        |
| 2005  | Lionel Messi                      | FC Barcelone ( ESP)                 |
| 2006  | Juan Sebastián Verón              | Estudiantes de La Plata             |
| 2007  | Lionel Messi (2)                  | FC Barcelone ( ESP)                 |
| 2008  | Juan Román Riquelme (3)           | Boca Juniors                        |
| 2008  | Lionel Messi (3)                  | FC Barcelone ( ESP)                 |
| 2009  | Juan Sebastián Verón (2)          | Estudiantes de La Plata             |
| 2009  | Lionel Messi (4)                  | FC Barcelone ( ESP)                 |
| 2010  | Juan Manuel Martínez              | Vélez Sársfield                     |
| 2010  | Lionel Messi (5)                  | FC Barcelone ( ESP)                 |
| 2011  | Juan Román Riquelme               | Boca Juniors                        |
| 2011  | Lionel Messi (6)                  | FC Barcelone ( ESP)                 |
| 2012  | Lisandro López                    | Arsenal de Sarandí                  |
| 2012  | Lionel Messi (7)                  | FC Barcelone ( ESP)                 |
| 2013  | Maxi Rodríguez                    | Newell's Old Boys                   |
| 2013  | Lionel Messi (8)                  | FC Barcelone ( ESP)                 |
| 2014  | Lucas Pratto                      | Vélez Sarsfield                     |
| 2014  | Ángel Di María                    | Manchester United ( ENG)            |
| 2015  | Marco Ruben                       | Rosario Central                     |
| 2015  | Lionel Messi (9)                  | FC Barcelone ( ESP)                 |
| 2016  | Fernando Belluschi                | San Lorenzo                         |
| 2016  | Lionel Messi (10)                 | FC Barcelone ( ESP)                 |
| 2017  | Darío Benedetto                   | Boca Juniors                        |
| 2017  | Lionel Messi (11)                 | FC Barcelone ( ESP)                 |
| 2018  | Gonzalo Martínez                  | River Plate                         |
| 2019  | Lionel Messi (12)                 | FC Barcelone ( ESP)                 |
| 2020  | Lionel Messi (13)                 | FC Barcelone ( ESP)                 |
| 2021  | Lionel Messi (14)                 | Paris Saint-Germain ( FRA)          |
| 2022  | Lionel Messi (15)                 | Paris Saint-Germain ( FRA)          |
| 2023  | Lionel Messi (16)                 | Inter Miami ( USA)                  |

## Par joueur
| Joueur               | Nombre de trophées |
| -------------------- | ------------------ |
| Lionel Messi         | 16                 |
| Diego Maradona       | 4                  |
| Juan Román Riquelme  | 4                  |
| Juan Sebastián Verón | 2                  |
| Carlos Tevez         | 2                  |
| Enzo Francescoli     | 2                  |